# Богучарский уезд
Богучарский уезд — административно-территориальная единица в составе Воронежского наместничества, затем губернии, существовавшая в 1779—1928 годах. Уездный город — Богучар.

## География
Уезд располагался на юге Воронежской губернии, граничил с Харьковской губернией и Областью Войска Донского. Площадь уезда составляла в 1897 году 8498,5 вёрст² (9671 км²), в 1926 году — 8685 км² (самый большой уезд в губернии).

## История
Уезд образован в 1779 году в составе Воронежского наместничества (с 1796 года — Воронежской губернии).
В 1796 году, после смерти императрицы Екатерины Второй, согласно Именному указу Павла Первого «О новом разделении государства на губернии», данному к Сенату 12 декабря, территории Воронежской губернии, полученные в 1779 из Слободской, были переданы обратно в Слободскую: сначала Острогожский и Старобельский уезды, затем, согласно утверждённым 1 мая и 29 августа 1797 Сенатом докладам, Беловодский, Богучарский, Ливенский, Калитвянский, Купенский и Острогожский уезды.
Согласно сенатскому указу по Высочайше утверждённому докладу «Об отчислении от Слободско-Украинской губернии в Воронежскую трёх уездов и о восстановлении в Слободско-Украинской губернии трёх заштатных городов» от 29 марта 1802 года из Слободской губернии были переданы обратно в Воронежскую Богучарский, Острогожский и Старобельский уезды.
В 1918 году 22 волости Богучарского уезда были переданы в новый Калачеевский уезд (присоединён обратно к Богучарскому в 1924 году).
В 1928 году Воронежская губерния и все уезды были упразднены. На территории Богучарского уезда был образован Богучарский район Россошанского округа Центрально-Чернозёмной области.

## Население
По данным переписи 1897 года в уезде проживало 309 965 чел. В Богучаре проживало 6636 чел.
По итогам всесоюзной переписи населения 1926 года население уезда составило 328 498 человек, из них городское (г. Богучар) — 7958 человек.

### Языковой состав
Родной язык населения Богучарского уезда по данным переписи 1897 года:
| Язык                       | Численность, чел. | Доля     |
| -------------------------- | ----------------- | -------- |
| Украинский («малорусский») | 253 619           | 81,82 %  |
| Русский («великорусский»)  | 55 119            | 17,78 %  |
| Другие                     | 1 227             | 0,40 %   |
| Итого                      | 309 965           | 100,00 % |

## Административное деление
В 1890 году в состав уезда входило 30 волостей:
| № п/п | Волость           | Волостное правление | Число селений | Население |
| ----- | ----------------- | ------------------- | ------------- | --------- |
| 1     | Березняговская    | с. Березняги        | 6             | 11892     |
| 2     | Берёзовская       | сл. Березовка       | 11            | 6817      |
| 3     | Бычковская        | сл. Бычок           | 8             | 13243     |
| 4     | Воробьевская      | сл. Воробьёвка      | 4             | 8306      |
| 5     | Дьяченковская     | сл. Дьяченкова      | 6             | 9479      |
| 6     | Залиманская       | сл. Залиман         | 13            | 13323     |
| 7     | Калачевская       | сл. Калач           | 8             | 22009     |
| 8     | Константиновская  | сл. Константиновка  | 11            | 14685     |
| 9     | Коренская волость | сл. Коренная        | 1             | 1810      |
| 10    | Красноженовская   | сл. Красноженовка   | 7             | 7029      |
| 11    | Куликовская       | сл. Куликовка       | 5             | 6815      |
| 12    | Манинская         | сл. Манино          | 1             | 7092      |
| 13    | Марковская        | сл. Марковка        | 5             | 6676      |
| 14    | Михайловская      | сл. Михайловка      | 12            | 8701      |
| 15    | Монастырищская    | с. Монастырщина     | 12            | 16225     |
| 16    | Никольская        | с. Никольское       | 3             | 11285     |
| 17    | Ново-Белянская    | сл. Новая Белая     | 9             | 9598      |
| 18    | Ново-Криушанская  | сл. Новая Криуша    | 4             | 9018      |
| 19    | Ново-Меловатская  | сл. Новая Меловая   | 12            | 15151     |
| 20    | Петропавловская   | сл. Петропавловка   | 19            | 11134     |
| 21    | Писаревская       | сл. Писаревка       | 5             | 4788      |
| 22    | Подгоренская      | сл. Подгорная       | 1             | 6685      |
| 23    | Руднянская        | с. Рудня            | 3             | 9073      |
| 24    | Смаглеевская      | сл. Смаглеевка      | 6             | 7762      |
| 25    | Старо-Криушанская | сл. Старая Криуша   | 1             | 8497      |
| 26    | Старо-Меловатская | сл. Старая Меловая  | 8             | 15279     |
| 27    | Таловская         | сл. Талы            | 9             | 9564      |
| 28    | Твердохлебовская  | сл. Твердохлебовка  | 8             | 12937     |
| 29    | Ширяевская        | сл. Ширяево         | 2             | 8394      |
| 30    | Шуриновская       | сл. Шуриновка       | 33            | 7188      |

В 1913 году в уезде было 32 волости упразднена Коренская волость, образованы Зайцевская (сл. Зайцевка), Новотроицко-Криушанская (сл. Новотроицкая Криуша) и Ясеновская (сл. Ясеновка) волости.

## Населённые пункты
По переписи 1897 года наиболее крупные населённые пункты уезда:
| - сл. Калач — 16543 чел.; - с. Никольское — 8965 чел.; - сл. Константиновка (Кантемировка) — 8712 чел.; - сл. Старая Криуша — 7556 чел.; - сл. Ширяево — 7226 чел.; - сл. Воробьёвка — 6763 чел.; - сл. Новая Меловатка — 6649 чел.; - город Богучар — 6636 чел.; - сл. Старая Меловая — 6519 чел.; | - сл. Манино — 6495 чел.; - сл. Подгорное — 5903 чел.; - сл. Талы — 5532 чел.; - сл. Ново-Белая — 5469 чел.; - сл. Новая Криуша — 5453 чел.; - сл. Петропавловка — 5179 чел.; - сл. Бычок — 4666 чел.; - сл. Журавка — 4336 чел.; | - сл. Красносёловка — 4069 чел.; - сл. Марковка — 4021 чел.; - с. Березняги — 3984 чел.; - с. Рудня — 3418 чел.; - с. Богомолово — 3408 чел.; - сл. Красноженова — 3394 чел.; - сл. Писаревка — 3106 чел.; - сл. Твердохлебовка — 3042 чел.; |